# 比納河
48°23′23″N 12°38′23″E / 48.38972°N 12.63972°E

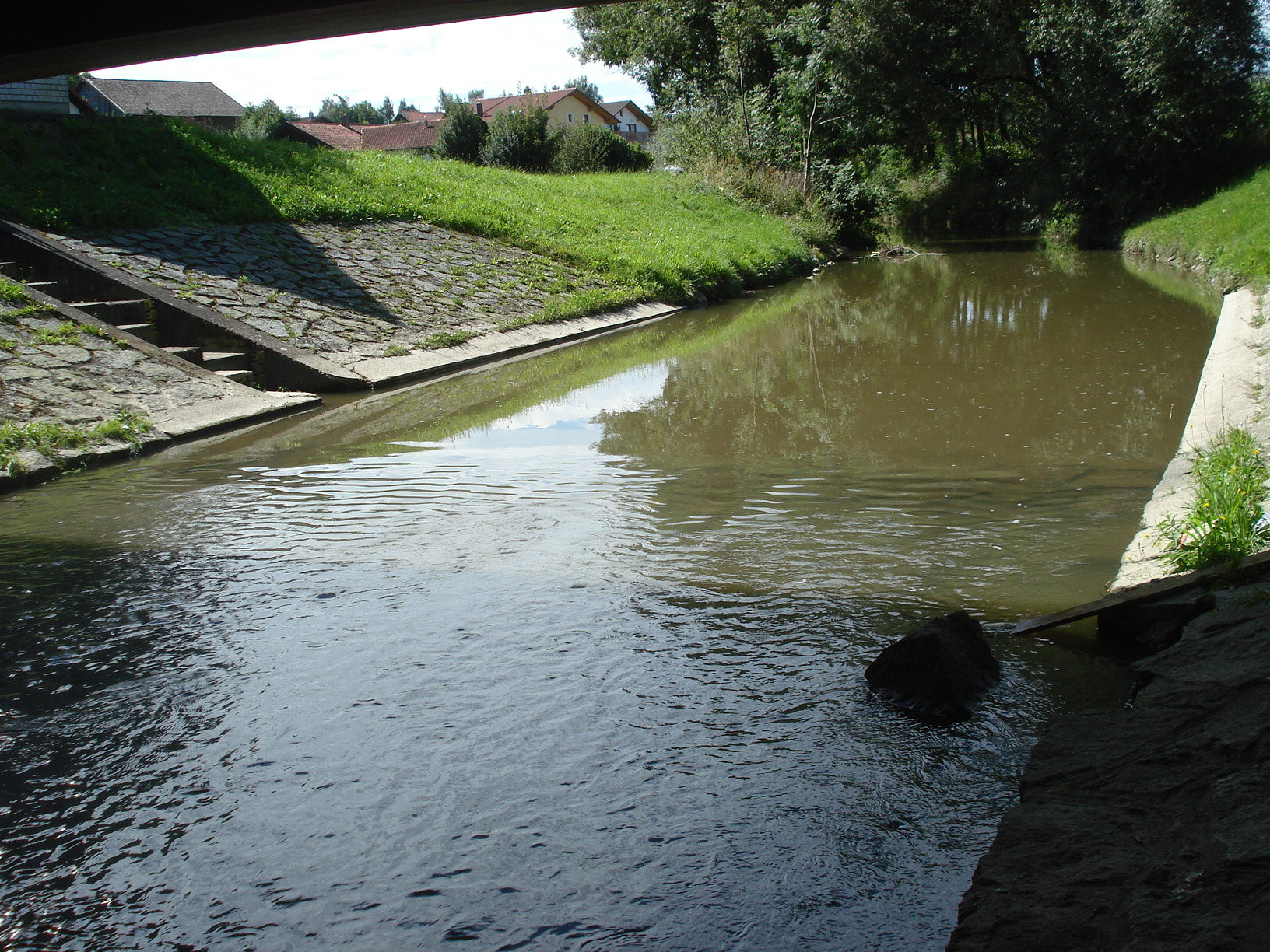
比納河

比納河（德語：Bina），是德國的河流，位於該國東南部，由巴伐利亞負責管轄，屬於羅特河的支流，河道全長32公里，流域面積145平方公里，河口處在馬辛附近。